# Roboam
Roboam ou Rehabam ou de son nom complet Rehabam ben Sholmon (en hébreu רְחַבְעָם (Rehabeʿām) : « Celui qui élargit le peuple », en grec Ροβοὰμ (Roboam), en latin Roboam), fut roi du royaume d'Israël vers -932, à la mort de son père Salomon, puis roi de Juda seul jusqu'en -915 (après le schisme). C'est lui qui fut, selon la volonté divine, à l'origine du schisme qui divisa le royaume d'Israël en 2 royaumes rivaux.

## Biographie
La seule source explicite dont on dispose sur Roboam est la Bible, mais l'archéologie contribue à éclairer certains aspects de son règne.

### Source biblique
Fils de Salomon et de Naama l'Ammonite, il succède à son père à l'âge de 41 ans. Il épouse Mahalat, puis Maacah, fille d'Absalom, 16 autres femmes et 60 concubines. Maacah étant sa préférée, il désigne son fils Abijam comme successeur. Il a 28 fils et 60 filles.

#### Le schisme
Comme tous les rois de l'époque, il doit pour régner obtenir l'allégeance des tribus d'Israël. Il entreprend donc un voyage à Sichem (l'actuelle Naplouse) afin de recueillir celle-ci auprès des chefs de tribu réunis. Mais ces derniers, sous la conduite de Jéroboam, revenu pour l'occasion de son exil en Égypte, lui présentent leurs doléances : ils demandent des impôts moins lourds et l'abolition des corvées instituées sous le règne de Salomon pour embellir le royaume.
À l'avis des anciens conseillers de son père, favorables aux requêtes du peuple, Roboam préfère celui de ses propres conseillers, ambitieux et sans sens politique. Il refuse donc brutalement d'accéder aux demandes des tribus, et leur envoie Adoram, le chef des corvées. Les tribus du Nord ne prêtent pas allégeance à Roboam, qui fuit à Jérusalem ; elles lapident Adoram, et se constituent en un royaume distinct, le royaume d'Israël, avec Jéroboam comme roi.
De retour à Jérusalem, Roboam constate que deux tribus lui sont fidèles : celle de Benjamin et celle de Juda. Il lève une armée pour réunifier par la force les deux royaumes, mais le prophète Shemaya l'en dissuade. Il gouverne les deux tribus du Sud sous le nom de royaume de Juda. 

#### Règne
La cinquième année du règne de Roboam, le pharaon Sheshonq Ier attaque Jérusalem, et en pille le temple et le palais royal. Roboam devient un vassal de Sheshonq, et lui laisse les trésors pillés comme tribut. 
Dans le premier livre des Rois, Roboam est un roi impie, comme son peuple. Mais le Chroniste décrit un roi qui reste fidèle à Dieu pendant 3 ans, ce qui lui vaut le ralliement des lévites du Nord, avant de s'en écarter. Le Chroniste décrit l'attaque de Sheshonq comme un châtiment divin, à la suite duquel Roboam et les siens reviennent au monothéisme. 
Il mentionne aussi la construction ou la restauration par Roboam de villes fortifiées du Royaume de Juda.

#### Mentions postérieures
Dans le deuxième livre des Chroniques, Abijam, fils de Roboam, apostrophe l'armée de Jéroboam, condamnant le schisme et décrivant son père comme un homme « jeune et craintif », qui « manqua de force devant eux » et ne put résister à la rébellion nordiste.
Enfin, dans le Siracide, Ben Sira décrit Roboam comme « insensé aux yeux du peuple, dépourvu de prudence ».

### Autres sources
Si aucune source extérieure à la Bible ne permet aujourd'hui de confirmer (ou d'infirmer) l'existence historique de Roboam, la conquête de Sheshonq Ier est un des premiers événements bibliques attestés par l'archéologie. Des traces archéologiques de destruction, en particulier à Megiddo ou Tel Rehov, permettent de dater cette conquête de -925. Par ailleurs, un relief du temple de Karnak mentionne les villes prises par Sheshonq lors de cette campagne. Mais l'absence de Jérusalem dans cette liste semble assez difficilement compatible avec le texte biblique.

## Chronologie
Comme de nombreuses dates concernant les personnages bibliques de cette époque, celles-ci sont approximatives, et peuvent faire l'objet de débats entre exégètes.
Roboam aurait régné de -922 à -915 (Albright), de -931 à -913 (Thiele), ou de -931 à -914 (Galil).
Le fait que, comme l'indique la Bible, l'attaque égyptienne ait eu lieu la cinquième année du règne de Roboam (soit -927 ou -926 selon Thiele et Galil), semble confirmé par les conclusions archéologiques (voir ci-dessus). 
Selon Manéthon, Sheshonq Ier, de la XXIIe dynastie, régna entre -945 et -924. Cette donnée est incompatible avec la chronologie d'Albright, mais elle permet de confirmer l'époque du règne de Roboam.

## Télévision
- 2020 : Westworld (Saison 3), Série américaine HBO, Intelligence artificielle successeur et version aboutie de Solomon .